# دارين (نيويورك)
دارين (بالإنجليزية: Darien, New York)‏ هي بلدة أمريكية تقع في الولايات المتحدة في مقاطعة جينيسي. يقدر عدد سكانها بـ 3,158 نسمة ومساحتها 123.3 كم2 وترتفع عن سطح البحر 290 متر.